# Wehrkreis XI (Hannover)

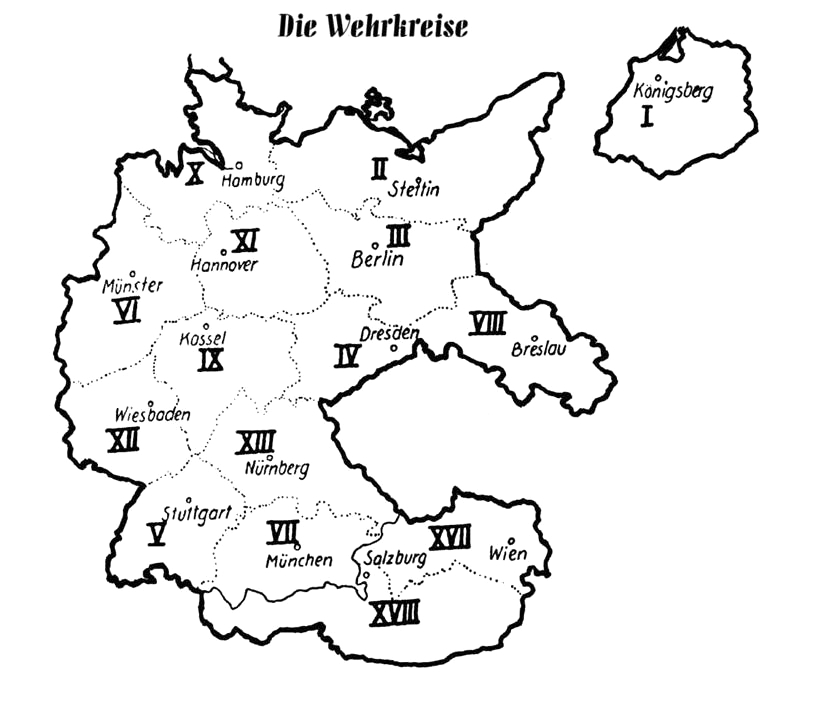
Die Wehrkreise des Deutschen Reiches nach dem „Anschluss“ Österreichs

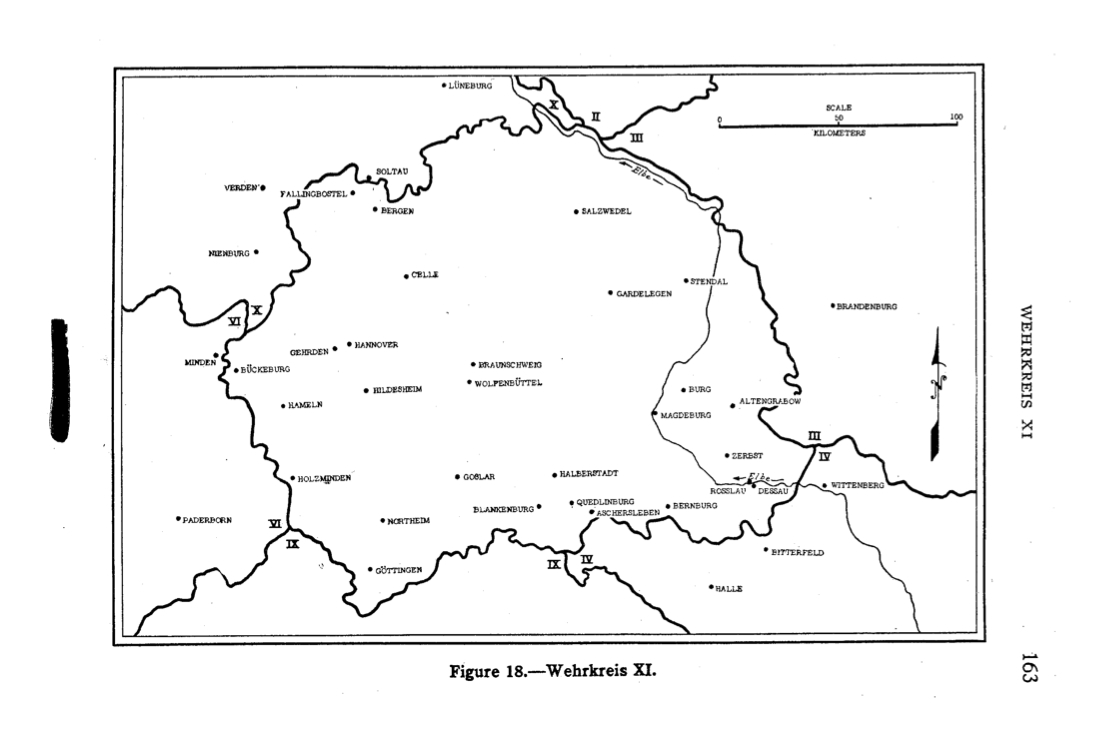
Karte des Wehrkreises XI

Der Wehrkreis XI (Hannover) war eine militärische Verwaltungseinheit der Wehrmacht während der Zeit des nationalsozialistischen Deutschen Reiches und bestand bis 1945. Ihm oblag die militärische Sicherung der Gebiete des Landes Braunschweig, des Landes Anhalt und des südlichen Teils der Provinz Hannover sowie die Ersatzgestellung und Ausbildung von Soldaten des Heeres in diesem Gebiet. Der Wehrkreis umfasste zwei Wehrersatzbezirke (Hannover und Magdeburg). Das Hauptquartier befand sich in Hannover.

## Befehlshaber
Die Befehlshaber des Wehrkreises XI waren:
- Wilhelm Ulex 1936–1939, später zum Befehlshaber des Wehrkreises I ernannt
- Emil Leeb 1939
- Wolfgang Muff 1939–1943
- Albrecht Schubert 1943
- Bruno Bieler 1943–1944
- Walter Lichel 1944–1945
- Rudolf Koch-Erpach 1945 (ernannt, aber nicht mehr rechtswirksam geworden), ehemaliger Befehlshaber des Wehrkreises VIII